# 濱野淳 (気象予報士)
濱野 淳（はまの じゅん、1976年4月22日 - ）は大阪府出身の気象予報士。日本気象協会中国支店在職中に、中国放送「中村克洋のごじテレ。」や、後続の「RCCイブニングワイド（イブニングふぉ～）」に出演した。現在ではNHK和歌山放送局ギュギュっと和歌山6時55分後のお天気コーナー出演中６時半〜７時和歌山県内放送のみNHK➕で配信中